# 佐伯東人
佐伯 東人（さえき の あずまひと）は、奈良時代の貴族。官位は外従五位下・西海道節度使判官。

## 経歴
聖武朝の天平4年（732年）諸道に対して初めて節度使が設置された際、東人は西海道節度使判官に任ぜられ（節度使は藤原宇合）、まもなく外従五位下に叙せられた。
節度使判官任期中に、妻と交わした相聞歌が『万葉集』に収められている。

## 官歴
『続日本紀』による。
- 天平4年（732年） 8月17日：西海道節度使判官。8月27日：外従五位下